# 352
Римська імперія розділена на Східну Римську імперію, де править Констанцій II, і Західну Римську імперію, де владу захопив Магненцій. У Китаї правління династії Цзінь. В Індії починається період імперії Гуптів. У Японії триває період Ямато. У Персії править династія Сассанідів.
На території лісостепової України Черняхівська культура. У Північному Причорномор'ї готи й сармати. Історики VI століття згадують плем'я антів, що мешкало на території сучасної України приблизно з IV сторіччя.

## Події
- Констанцій II долає Альпи й переслідує Магненція, який відступив у Галлію.
- Алемани й франки захопили 40 міст між Мозелем і Рейном.
- Констанцій Галл жорстоко розправляється із повстанням у Палестині.
- Розпочався понтифікат папи Римського Ліберія.
- Розпочалося будівництво базиліки Санта Марія Маджоре.

## Померли
- Юлій I, папа Римський.